# Christo Plaschkow
Christo Plaschkow (* 9. August 1953 in Tschepelare/Bulgarien; † 2009) ist ein ehemaliger bulgarischer Gewichtheber. Er war Weltmeister 1975 im Reißen des Superschwergewichts.

## Werdegang
Christo Platschkowo begann als Jugendlicher im Jahre 1969 mit dem Gewichtheben. Nach ersten Erfolgen im Juniorenbereich wurde er zum Sportklub Assenobes Assenowgrad delegiert. Er wuchs bei einer Größe von 1,87 Metern noch als Junior in das Superschwergewicht (Gewichtsklasse über 110 kg Körpergewicht) hinein. 1973 wurde er in die bulgarische Nationalmannschaft der Gewichtheber und formell in die bulgarische Armee aufgenommen. Cheftrainer der Nationalmannschaft war damals Iwan Abadschiew.
1973 bestritt Platschkow  seinen ersten internationalen Wettkampf, das Donau-Pokal-Turnier in Constanța. Er belegte dort im Superschwergewicht mit 335 kg (14–190) im Zweikampf den 1. Platz vor Wolfgang Neyses aus der Bundesrepublik Deutschland, 302,5 kg. Am 27. Juli 1973 erzielte er in Pernik mit 162,5 kg einen neuen Junioren-Weltrekord im Reißen. Dabei zeigte sich, dass seine körperlichen Voraussetzungen für das Reißen hervorragend waren, da er mit 1,87 Metern für einen Gewichtheber zwar relativ groß war, aber dadurch hervorragende Hebel hatte.
Im Jahre 1974 steigerte er sich beim Pannonia-Turnier in Budapest im Zweikampf auf 390 kg (180–210). Er wurde daraufhin vom bulgarischen Verband bei der Weltmeisterschaft in Manila eingesetzt. Dort gewann er im Reißen mit 180 kg die Silbermedaille hinter Wassili Alexejew aus der Sowjetunion, der 185 kg riss. Im Stoßen gelang ihm aber nur ein Versuch mit 195 kg, so dass er sein Zweikampfresultat vom Pannonia-Turnier nicht erreichte und mit 375 kg auf den 5. Platz kam.
1975 steigerte sich Christo Plaschkow weiter. Er wurde in Jambol bulgarischer Meister mit der neuen persönlichen Bestleistung von 422,5 kg (192,5–230). Dabei erzielte er im Reißen mit 190 kg und 192,5 kg zwei neue Weltrekorde bei den Senioren. Bei der Welt- und Europameisterschaft dieses Jahres in Moskau erzielte er im Zweikampf 420 kg (195–225) und belegte damit den 3. Platz hinter Wassili Alexejew, 427,5 kg (187,5–240) und Gerd Bonk aus der DDR, 422,5 (180–242,5). Er hatte aber die Genugtuung mit seiner Reißleistung von 195 kg, die neuen Weltrekord bedeutete, Wassili Alexejew zu schlagen und Welt- und Europameister in dieser Disziplin zu werden. Etwas später verbesserte er den Weltrekord im Reißen in Sewljowo auf 197,5 kg. Gegen Ende des Jahres 1975 steigerte er sich bei einem Turnier in Sofia auf 432,5 kg (197,5–235) und stellte damit einen neuen Zweikampf-Weltrekord auf. Außerdem führte er damit die Jahres-Weltbestenliste für 1975, noch vor Wassili Alexejew, 430 kg (185–245), an. Bei dieser Veranstaltung erzielte er im Reißen mit 198 kg einen neuen Weltrekord im Reißen.
Bei der Europameisterschaft des Jahres 1976 in Berlin (Ost) führte er im Superschwergewicht mit 430 kg (195–235) im Zweikampf das Starterfeld, in dem Wassili Alexejew fehlte, an und sah schon wie der sichere neue Europameister aus, bis Gerd Bonk, der im Reißen nur 180 kg erzielt hatte, durch einen neuen Weltrekord im Stoßen von 252,5 doch noch mit 432,5 kg im Zweikampf den Sieg an sich riss und Christo Plaschkow auf den 2. Platz verwies. Kurz vor der Abreise der bulgarischen Mannschaft zu den Olympischen Spielen in Montreal fand in Sofia noch ein Wettkampf statt, bei dem Christo Plaschkow zwei neue Weltrekorde aufstellte. Zunächst schaffte er im Reißen 200 kg und war damit der erste Gewichtheber überhaupt, der diese Leistung im Reißen erzielte, die Wassili Alexejew nie schaffte. Dann erzielte Christo Plaschkow mit 442,5 kg auch im Zweikampf einen neuen Weltrekord. Besonders bemerkenswert war dabei die Steigerung seiner Leistung im Stoßen auf 242,5 kg, weil das Stoßen bisher im Vergleich zu Alexejew und Bonk seine Schwachstelle gewesen war.
Bei den Olympischen Spielen in Montreal war dann, für alle überraschend, Christo Plaschkow nicht am Start. Die offizielle Begründung der bulgarischen Mannschaft war, er sei verletzt. Es liegt aber die Vermutung nahe, dass er bei dem abschließenden Dopingtest durch die bulgarischen Verbandsärzte kurz vor den Wettkämpfen in Montreal positiv getestet wurde. Wie sich beim Olympischen Gewichtheberturnier in Montreal nämlich zeigte, ging die bulgarische Mannschaft einen sehr riskanten Weg, denn es wurden bei diesem Turnier vier bulgarische Gewichtheber des Dopings überführt. Davon war einer Walentin Christow, der im Schwergewicht die Goldmedaille, und ein anderer Blagoj Blagojew, der im Leichtschwergewicht die Silbermedaille gewonnen hatte. Die bulgarische Mannschaftsführung unter dem verantwortlichen Trainer Iwan Abadschiew glaubte offenbar, bei diesen vier gedopten Gewichthebern das Risiko eines Starts eingehen zu können, was sich als Irrtum herausstellte, während man bei Plaschkow dieses Risiko offensichtlich als zu groß einschätzte und ihn gar nicht an den Start gehen ließ.
Nach diesem Debakel erzielte Christo Plaschkow niemals mehr auch nur annähernd so gute Leistungen wie vor Montreal 1976. Er war auch nur noch bis 1979 aktiv, obwohl er 1979 erst 26 Jahre alt war. Die Höhepunkte der Jahre 1977 bis 1979 waren ein 4. Platz bei der Welt- und Europameisterschaft in Stuttgart mit 400 kg (180–220) im Zweikampf und ein 4. Platz bei der Weltmeisterschaft 1978 in Gettysburg mit 407,5 kg (187,5–220). Sein letzter Sieg war der Gewinn der bulgarischen Meisterschaft 1979 mit 407,5 kg (192,5–215).

## Internationale Erfolge
(WM = Weltmeisterschaft, EM = Europameisterschaft, SS = Superschwergewicht, damals über 110 kg Körpergewicht)
- 1973, 1. Platz, Donau-Pokal-Turnier (Junioren) in Constanța, SS, 335 kg (145–190), vor Wolfgang Neyses, BRD, 302,5 kg;
- 1974, 4. Platz, Turnier der Freundschaft in Jerewan, SS, 370 kg (170–200), hinter Wassili Alexejew, UdSSR, 395 kg (170–225), Gerd Bonk, DDR, 385 kg (162,5–222,5) u. Serge Reding, Belgien, 382,5 kg (150–222,5);
- 1974, 1. Platz, Pannonia-Turnier in Budapest, SS, 390 kg (180–210), vor Chudik, Ungarn, 330 kg u. Kerr, Großbritannien, 317,5 kg;
- 1974, 5. Platz, Weltmeisterschaft in Manila, SS, 375 kg (180–195), hinter Wassili Alexejew, 425 kg (185–240), Serge Reding, 390 kg (170–220), Jürgen Heuser, DDR, 382,5 kg u. Petr Pavlásek, CSSR, 382,5 kg;
- 1974, 2. Platz, Balkan-Spiele in Burgas, SS, 377,5 kg (175–202,5), hinter Tramburadschiew, Bulgarien, 380 kg u. vor Deac, Rumänien, 310 kg;
- 1975, 1. Platz, Donau-Pokal-Turnier in Donaueschingen, SS, 395 kg (175–220), vor Petr Pavlasek, 392,5 kg u. Hanzlik, Ungarn, 340 kg;
- 1975, 1. Platz, Balkan-Meisterschaft in Sombor, SS, 400 kg, vor Krejcik, Rumänien, 302,5 kg;
- 1975, 3. Platz, WM + EM in Moskau, SS, 420 kg (195–225), hinter Wassili Alexejew, 427,5 kg (187,5–240) u. Gerd Bonk, 422,5 kg (180–242,5);
- 1975, 1. Platz, Turnier der „stärksten Heber der Welt“ in London, SS, mit 412,5 kg vor Aslanbek Jenaldijew, UdSSR, 400 kg;
- 1975, 1. Platz, Turnier in Sofia, SS, 432,5 kg (197,5–235);
- 1976, 2. Platz, EM in Berlin (Ost), SS, 430 kg (195–235), hinter Gerd Bonk, 432,5 kg (180–252,5) u. vor Jürgen Heuser, DDR, 410 kg (180–230);
- 1976, 1. Platz, Turnier in Sofia, SS, 442,5 kg (200–242,5);
- 1977, 2. Platz, Pannonia-Turnier in Budapest, SS, 392,5 kg (182,5–210), hinter Aslanbek Jenaldiew, 432,5 kg (190–242,5);
- 1977, 4. Platz, WM + EM in Stuttgart, SS, 400 kg (180–220), hinter Wassili Alexejew, 430 kg (185–245), Aslanbek Jenaldijew, 422,5 kg (182,5–240) u. Jürgen Heuser, 420 kg (182,5–237,5);
- 1978, 4. Platz, WM in Gettysburg, SS, 407,5 kg (187,5–220), hinter Jürgen Heuser, 417,5 kg (185–232,5), Sultan Rachmanow, UdSSR, 417,5 kg (187,5–230) u. Gerd Bonk, 410 kg (175–235).

## WM u. EM-Einzelmedaillen
- WM-Goldmedaille: 1975/Reißen;
- WM-Silbermedaillen: 1974/Reißen, 1978/Reißen;
- EM-Goldmedaillen: 1975/Reißen, 1976/Reißen;
- EM-Silbermedaille: 1976/Stoßen.

## Bulgarische Meisterschaften
(soweit bekannt)
- 1975, 1. Platz, SS, mit 422,5 kg (192,5–230), vor Tramburadschiew, 397,5 kg,
- 1977, 1. Platz, SS, mit 385 kg vor S. Andonow, 357,5 kg,
- 1979, 1. Platz, SS, mit 407,5 kg (192,5–215), vor I. Gartschew, 390 kg.

## Weltrekorde
- 1975 in Jambol, SS, 190 kg im Reißen,
- 1975 in Jambol, SS, 192,5 kg im Reißen,
- 1975 in Moskau, SS, 195 kg im Reißen,
- 1975 in Sewljowo, SS, 197,5 kg im Reißen,
- 1975 in Sofia, SS, 198 kg im Reißen,
- 1975 in Sofia, SS, 432,5 kg im Zweikampf,
- 1976 in Sofia, SS, 200 kg im Reißen,
- 1976 in Sofia, SS, 442,5 kg.

## Weblink
- Christo Plaschkow in Top Olympic Lifters of the 20th Century

| Personendaten    | Personendaten             |
| ---------------- | ------------------------- |
| NAME             | Plaschkow, Christo        |
| KURZBESCHREIBUNG | bulgarischer Gewichtheber |
| GEBURTSDATUM     | 9. August 1953            |
| GEBURTSORT       | Tschepelare, Bulgarien    |
| STERBEDATUM      | 2009                      |